# 78-я стрелковая бригада
Не следует путать с 78-й стрелковой бригадой формирования 1941 года
78-я стрелковая бригада, воинское формирование вооружённых сил СССР в Великой Отечественной войне.

## История
Бригада формировалась в Красноярске летом 1942 года, являлась добровольческой. Формирование бригады закончилось к августу 1942 года.
Строго говоря, является 78-й стрелковой бригадой 2-го формирования, поскольку осенью 1941 года была сформирована 78-я отдельная стрелковая бригада, вскоре переименованная в морскую.
В действующей армии с 05.10.1942 по 26.04.1943 года.
16.09.1942 отправилась эшелоном в Подмосковье, где доукомплектовалась, оттуда к 06.10.1942 года — переброшена к станции Селижарово, где выгрузилась.
Совершила 170-километровый пеший марш от мест выгрузки к позициям в район западнее Белого. личный состав был совершенно истощён. Заняла исходные позиции только к середине ноября 1942 года, некоторое время отдыхала.
На 25.11.1942 года к началу операции "Марс"  находилась во втором эшелоне ударной группировки армии. Введена в бой 27.11.1942 года, вместе с 219-й танковой бригадой , наступала южнее Белого, между 219-й танковой бригадой и 35-й механизированной бригадой
01-04.12.1942 ведёт бои за плацдарм у деревни Басино к востоку от Начи. После перегруппировки заняла оборону полосой в 5 километров на южном фланге выступа, который удалось сделать советским войскам в ходе наступления. 07.12.1942 года попала под удар немецких войск, отрезавших советские части, была рассеяна, однако бригада осталась вне кольца. Собрав разрозненный личный состав, организовала фронт обороны на реке Вишенка.
По немецким оценкам, потери бригады в операции составили 75% личного состава.
После операции бригада была выведена в резерв, где пополнялась и доукомплектовывалась.
В январе-феврале 1943 года вела бои близ города Локня, в марте 1943 года участвует в освобождении Белого.
26.04.1943 обращена на формирование 65-й гвардейской стрелковой дивизии

## Полное название
- 78-я стрелковая бригада

также
- 78-я Красноярская стрелковая бригада

## Подчинение
| Дата            | Фронт (округ)            | Армия      | Корпус                | Примечания |
| --------------- | ------------------------ | ---------- | --------------------- | ---------- |
| 01.08.1942 года | Сибирский военный округ  | -          | -                     | -          |
| 01.09.1942 года | Сибирский военный округ  | -          | 6-й стрелковый корпус | -          |
| 01.10.1942 года | Московский военный округ | -          | 6-й стрелковый корпус | -          |
| 01.11.1942 года | Калининский фронт        | 22-я армия | 6-й стрелковый корпус | -          |
| 01.12.1942 года | Калининский фронт        | 41-я армия | 6-й стрелковый корпус | -          |
| 01.01.1943 года | Калининский фронт        | 41-я армия | 6-й стрелковый корпус | -          |
| 01.02.1943 года | Калининский фронт        | 41-я армия | 6-й стрелковый корпус | -          |
| 01.03.1943 года | Калининский фронт        | 41-я армия | -                     | -          |
| 01.04.1943 года | Калининский фронт        | 22-я армия | 6-й стрелковый корпус | -          |

## Командиры
- Кучерявенко, Михаил Иванович (12.1942 — 11.03.1943), полковник.[1]

## Память
В Красноярске именем бригады названа улица (ул. 78 Добровольческой Бригады)
Имя бригады носит Красноярская школа № 85 (ул. Быковского, 4), в которой находится школьный музей бригады.

## Внешние ссылки
- Справочник
- Перечень № 7 управлений бригад всех родов войск, входивших в состав действующей армии в годы Великой Отечественной войны 1941—1945 (недоступная ссылка)
- http://красноярские-архивы.рф/gosudarstvennyi-arkh/users/articles/596